# Horst Kunzmann (Fußballspieler, April 1935)
Horst Kunzmann (* 20. April 1935; † 5. November 2016) war ein deutscher Fußballspieler und -trainer, welcher von 1954 bis 1963 in den erstklassigen Fußball-Oberligen Süd beziehungsweise Südwest für die Vereine VfR Mannheim und TuRa Ludwigshafen 152 Ligaspiele mit sieben Toren und von 1963 bis 1968 in den zweitklassigen Regionalligen Süd und Südwest weitere 113 Ligaspiele (1 Tor) für die Vereine Amicitia Viernheim und den VfR Frankenthal absolviert hat. Nach seiner Spielerkarriere war Kunzmann unter anderem beim SV Alsenborn und Südwest Ludwigshafen in der Regionalliga Südwest als Trainer tätig.

## Laufbahn

### Spieler
Der Nachwuchsspieler des VfR Mannheim debütierte in der Runde 1953/54 bei den Rasenspielern in der Oberliga Süd. Am 14. März 1954, einem 1:1-Heimremis gegen Kickers Offenbach, wurde er als rechter Außenläufer im damaligen WM-System erstmals in der Ligaelf des VfR in der Oberliga Süd zum Einsatz gebracht. Er spielte an der Seite von Torhüter Hermann Jöckel, Mittelläufer Kurt Keuerleber und den Angreifern Rudolf de la Vigne, Theodor Laumann und Ernst-Otto Meyer. Kunzmann fand aber in den nächsten vier Runden nicht den Weg in die Stammelf der Blau-Weiß-Roten und wechselte nach insgesamt 18 Oberligaeinsätzen (1 Tor) am Ende der Hinrunde 1958/59 zu TuRa Ludwigshafen in die Oberliga Südwest. Beim Turn- und Rasensportverein debütierte er am 14. Dezember 1958, bei einem 1:1 beim FV Speyer in der Ligaelf. Er gehörte auch am 22. März 1959 dem Team vom Stadion an der Bayreuther Straße an, das sich mit 1:0 durch einen Treffer von Friedel Trapp gegen den 1. FC Kaiserslautern durchsetzte. Am Rundenende hatte er 20 Ligaspiele (1 Tor) für seinen neuen Verein absolviert und gehörte dem engen Kreis der Stammspieler an. In der Saison 1961/62 erreichte er mit Mannschaftskameraden wie Wolfgang Wittemaier (18 Tore) und Jürgen Aßmus mit einem 6. Rang die beste Platzierung in der Oberliga Südwest. Am Schlusstag der Runde, am 25. April 1962, setzte sich TuRa auf dem Betzenberg gegen den 1. FC Kaiserslautern mit einem 2:1-Auswärtserfolg durch. Nach dem Ende der erstklassigen Oberliga-Ära, 1962/63, hatte der zumeist als Außenläufer eingesetzte Kunzmann, 134 Oberligaspiele mit sechs Toren für TuRa Ludwigshafen bestritten. Mit 28 Jahren unterschrieb er zur Saison 1963/64 einen neuen Vertrag bei Amicitia Viernheim in der zweitklassigen Regionalliga Süd.
Die Grün-Weißen aus der Kurpfalz waren als 7. der 2. Liga Süd 1962/63 in die neue Zweitklassigkeit der Fußball-Regionalliga zur Saison 1963/64 aufgenommen worden. Unter Trainer Reinhold Fanz sen. startete das Team mit einem Auswärtsspiel am 4. August 1963 beim 1. FC Pforzheim in die Saison 1963/64. Kunzmann agierte bei einem 2:2 als rechter Außenläufer an der Seite von Winfried Corell und Fritz Somogyi. Am elften Spieltag gelang dem Team aus dem Waldstadion mit einem 3:1-Erfolg gegen den späteren Meister Hessen Kassel ein beachtenswerter Heimsieg. Wiederum waren die Viernheimer in der Läuferreihe mit Kunzmann, Corell und Somogyi angetreten. Am Rundenende belegte der Verein aus dem südhessischen Landkreis Bergstraße den 20. Tabellenrang und stieg in die Amateurliga ab. Kunzmann hatte 25 Ligaspiele absolviert und unterschrieb zur Saison 1964/65 einen neuen Vertrag beim VfR Frankenthal in der Regionalliga Südwest.
In der nördlichen Vorderpfalz, bei den Blau-Schwarzen vom Ostparkstadion, bestritt er am 30. August 1964, bei einer 1:2-Auswärtsniederlage beim FSV Mainz 05, sein erstes Regionalligaspiel im Südwesten. Er bildete zusammen mit Karl-Heinz Neu und Rudolf Tauber die Läuferreihe des VfR. Am Rundenende hatte Kunzmann 31 Ligaspiele bestritten und ein Tor erzielt und Frankenthal war auf dem 12. Rang angekommen. Unter Trainer Hans Pilz erreichte er 1965/66 mit dem 7. Rang seine beste Platzierung mit Frankenthal. Mit einer guten Rückrunde, in der das Team vom „Stadion am Kanal“ 19:11 Punkte erreicht hatte, schob sich der VfR in das vordere Mittelfeld. Torhüter Manfred Rößler, Verteidiger Willi Wesselowsky, die Läuferreihe mit Kunzmann, Neu und Tauber, sowie die Angreifer Albert Dapprich (17 Tore), Friedel Trapp (22 Tore), Kurt Mellinger und Günther Schwanczar stellten die Säulen dieser guten Mannschaft dar.
In der Saison 1967/68, mit dem Einsatz am 12. November 1967 bei einem 3:1-Auswärtserfolg gegen den Ludwigshafener SC, endete die Spielerlaufbahn von Horst Kunzmann in der Regionalliga. Er hatte von 1964 bei 1968 beim VfR Frankenthal 88 Regionalligaspiele (1 Tor) absolviert und veränderte sich mit 32 Jahren vom Spielfeld auf die Trainerbank.

### Trainer
Nach dem Ende seiner Spielerkarriere war er als Trainer tätig. In der Saison 1969/70 führte Kunzmann die Spvgg Ketsch zur Meisterschaft in der 2. Amateurliga Rhein-Neckar. In den letzten drei Jahren der alten zweitklassigen Regionalliga Südwest war er beim SV Alsenborn (1971 bis 1973) und dem SV Südwest Ludwigshafen (1973/74) im Einsatz. In späteren Jahren waren er im Amateurbereich tätig, unter anderem bei Viktoria Neckarhausen.
Beruflich war Kunzmann von 1976 bis 1999 im Mannheimer Feudenheim-Gymnasium stellvertretender Schulleiter gewesen.

## Sonstiges
Der auf Seite 219 des Spielerlexikons 1890 bis 1963 von Lorenz Knieriem und Hardy Grüne aufgeführte Spieler Horst Kunzmann vermischt zwei namensgleiche Spieler: Einmal den im Jahr 1935 Geborenen aus Mannheim und zusätzlich den 20-fachen Amateurnationalspieler gleichen Namens (1937–1999) vom 1. FC Birkenfeld bei Pforzheim.